# Mirafra apiata
Mirafra apiata là một loài chim trong họ Alaudidae.